# Distretti congressuali dell'Arkansas

Distretti congressuali dell'Arkansas

Lo stato dell'Arkansas è diviso in 4 distretti congressuali, ognuno rappresentato da un rappresentante alla Camera dei rappresentanti degli Stati Uniti.
I distretti sono attualmente rappresentati al 119º Congresso degli Stati Uniti d'America tutti da repubblicani.

## Distretti e rispettivi rappresentanti
| Distretto | Rappresentante  | Partito      | CPVI (2025) | In carica dal  | Mappa del distretto |
| --------- | --------------- | ------------ | ----------- | -------------- | ------------------- |
| 1°        | Rick Crawford   | Repubblicano | R+23        | 3 gennaio 2011 |                     |
| 2°        | French Hill     | Repubblicano | R+8         | 3 gennaio 2015 |                     |
| 3°        | Steve Womack    | Repubblicano | R+13        | 3 gennaio 2011 |                     |
| 4°        | Bruce Westerman | Repubblicano | R+20        | 3 gennaio 2015 |                     |

## Cronologia delle configurazioni
Le tabelle riportano le mappe dei confini dei distretti congressuali dello stato dell'Arkansas, presentati in maniera cronologica. Vengono mostrati tutti i cicli di modifica periodica dei distretti dal 1973 ad oggi.
| Anno      | Cartina dello stato |
| --------- | ------------------- |
| 1973–1982 |                     |
| 1983–1992 |                     |
| 1993–2002 |                     |
| 2003–2013 |                     |
| 2013–2023 |                     |
| Dal 2023  |                     |

## Distretti obsoleti
- Distretto congressuale at-large del Territorio dell'Arkansas
- Distretto congressuale at-large dell'Arkansas
- 5º Distretto congressuale dell'Arkansas
- 6º Distretto congressuale dell'Arkansas
- 7º Distretto congressuale dell'Arkansas